# Leopard

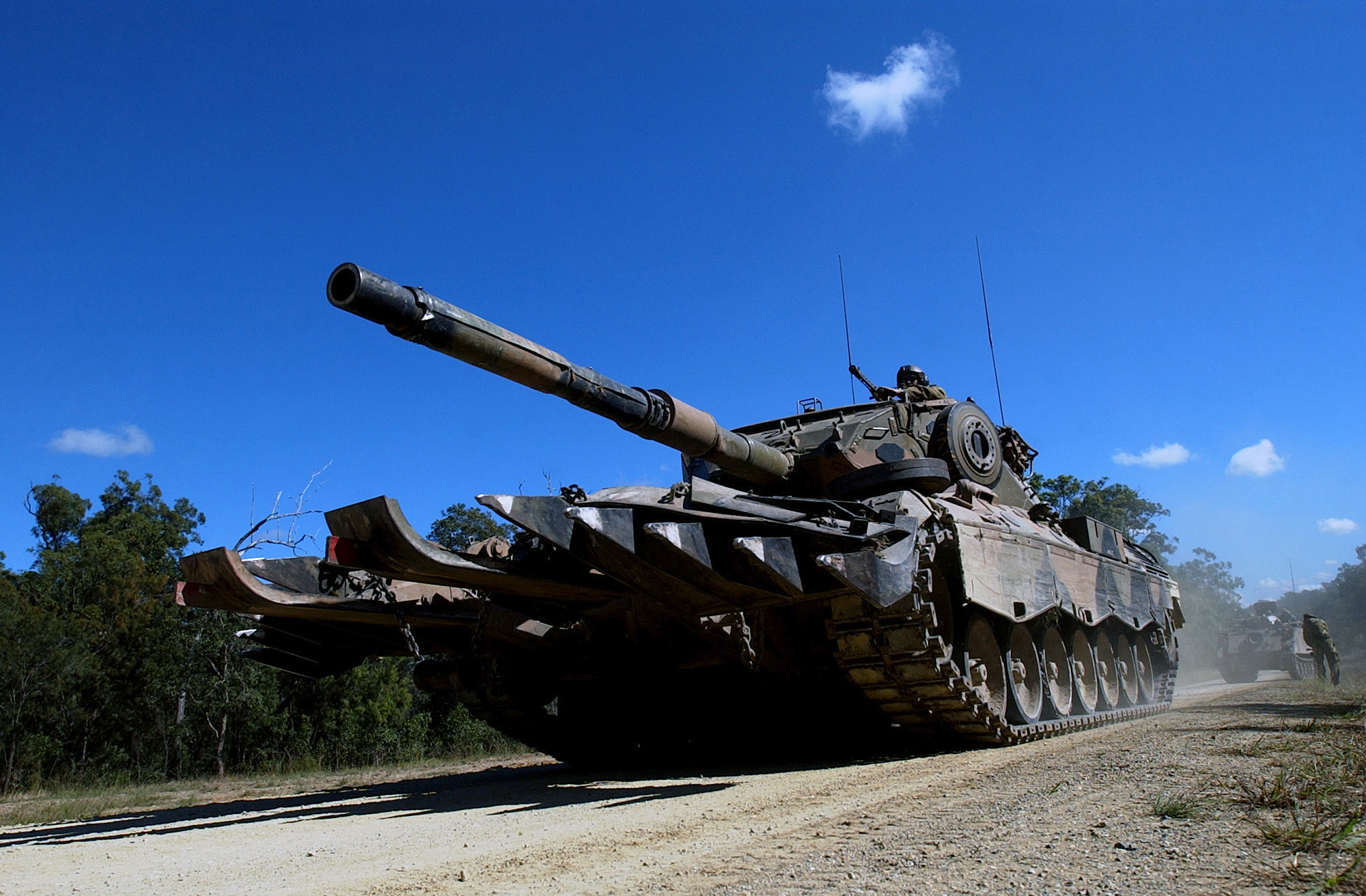
Um Leopard AS1 australiano.

O Kampfpanzer Leopard 1 (estilizado somente como Leopard I, sendo que antes da criação do Leopard 2 era conhecido simplesmente como Kampfpanzer Leopard) é um tanque de guerra alemão desenvolvido pela empresa Porsche e fabricado pela Krauss-Maffei na Alemanha Ocidental, que entrou em serviço em 1965. Desenvolvido em uma época em que se imaginava que as ogivas anti-tanque altamente explosivas (HEAT) iriam fazer a blindagem pesada convencional ter pouco valor, o design do Leopard focava em poder de fogo efetivo e mobilidade em vez de proteção pesada. Apresentava blindagem moderada, eficaz apenas contra canhões automáticos de baixo calibre e metralhadoras pesadas, dando-lhe uma alta relação peso-potência. Isso, juntamente com uma suspensão e um sistema de transmissão modernos, deu ao Leopard mobilidade superior e desempenho cross-country em comparação com a maioria dos outros tanques de batalha da época, sendo rivalizado apenas pelo AMX-30 francês e o Strv 103 sueco. A arma principal do Leopard era uma versão alemã licenciada do canhão estriado britânico Royal Ordnance L7 de 105 mm, um dos canhões de tanque mais eficazes e difundidos da época.
O design começou como um projeto colaborativo durante a década de 1950 entre a Alemanha Ocidental e a França, e mais tarde se juntou à Itália, mas a parceria acabou logo depois e o projeto final foi encomendado pela Bundeswehr (as forças armadas alemãs), com produção em grande escala começando em 1965. No total, 6 485 tanques Leopard 1 foram construídos, dos quais 4 744 eram tanques de batalha e 1 741 eram utilitários e variantes antiaéreas, não incluindo 80 protótipos e veículos pré-série.
O Leopard rapidamente se tornou um padrão de muitas forças militares europeias e, eventualmente, serviu como o principal tanque de batalha em mais de uma dúzia de países em todo o mundo, com a Alemanha Ocidental, Itália e Holanda sendo os maiores operadores até sua aposentadoria. Desde 1990, o Leopard 1 foi gradualmente relegado a papéis secundários na maioria dos exércitos. No Exército Alemão, o Leopard 1 foi completamente retirado de serviço em 2003 em favor do Leopard 2, enquanto os veículos baseados no Leopard 1 ainda são amplamente utilizados em funções de utilidade.
O Leopard 2 substituiu o Leopard 1 no serviço ativo a partir da década de 1980, embora as variantes do Leopard 1 permanecessem em serviço em algumas nações (seja na ativa ou em estoques de reserva). Atualmente, os maiores operadores são a Grécia com 520 veículos, a Turquia com 397 veículos, o Brasil com 378 veículos e o Chile com 202 veículos. A maioria desses blindados foi atualizada com várias melhorias em proteção, poder de fogo e sensores para manter sua capacidade de enfrentar ameaças modernas.

## Leopard 1
O projeto do Leopard começou em novembro de 1956 para substituir os carros de combate M47 e M48 em uso no Exército da Alemanha Ocidental. O veículo deveria ser leve, resistir a tiros rápidos de 20mm de qualquer lado e ter proteção NBC (nuclear, biológica e química). A mobilidade teve prioridade em relação ao poder de fogo e à blindagem, considerando-se as modernas armas antitanque. Por exemplo, é sabido que a blindagem dos Leopard 1A3-1A5 é STANAG nível 2.
As primeiras entregas ocorreram em 1965 e diversos países europeus adquiriram o veículo. Por restrições impostas pela política de venda de armas da Alemanha, exportações para Grécia, Espanha e Chile foram vetadas, pois nesta época, tais países estavam sob regimes totalitários. Estes países acabaram por adquirir o AMX 30.

### Leopard 1A1
Depois da entrega do primeiro lote, os três seguintes já foram do modelo Leopard 1A1. Esta versão inclui um novo sistema de estabilização do canhão, que efetivamente permite o tiro em movimento. O Leopard 1A1 também possui uma proteção ao longo das laterais para proteger a parte superior das lagartas.
Entre 1974 e 1977, todos os veículos foram atualizados para a versão 1A1A1 com blindagem adicional na torre. Em 1980, foram atualizados com o intensificador de imagens noturnas PZB 200, surgindo a versão 1A1A2. Uma alteração no sistema de rádio originou a 1A1A3.

### Leopard 1A2
A versão seguinte do Leopard foi a 1A2, fabricada entre 1972 e 1974. Essa versão possuía uma torre mais pesada e melhor blindada. Recebeu como atualização o intensificador de imagens noturnas PZB 200, versão 1A2A1, e rádios digitais, versão 1A2A2. O Leopard 1A2A3 tem ambas as atualizações.

### Leopard 1A3
A versão 1A3 teve a suspensão reforçada e uma proteção melhor para a sua nova torre com melhor blindagem. Recebeu as mesmas atualizações da versão 1A2: intensificador de imagens, 1A3A1; rádios digitais, versão 1A2A2; e ambas, 1A2A3.

### Leopard 1A4
O versão 1A4 foi a última a ser produzida. É similar à versão A3, porém com um sistema integrado de controle de tiro.

### Leopard 1A5
A partir de 1983, foram incorporados sistemas derivados daqueles desenvolvidos para o Leopard II, como o sistema de controle de tiro EMES-18 com telêmetro laser e visão termal para o combate noturno e o sistema ótico da Zeiss. Estas atualizações foram feitas em veículos das versões 1A3 e 1A4.

## Emprego no Brasil

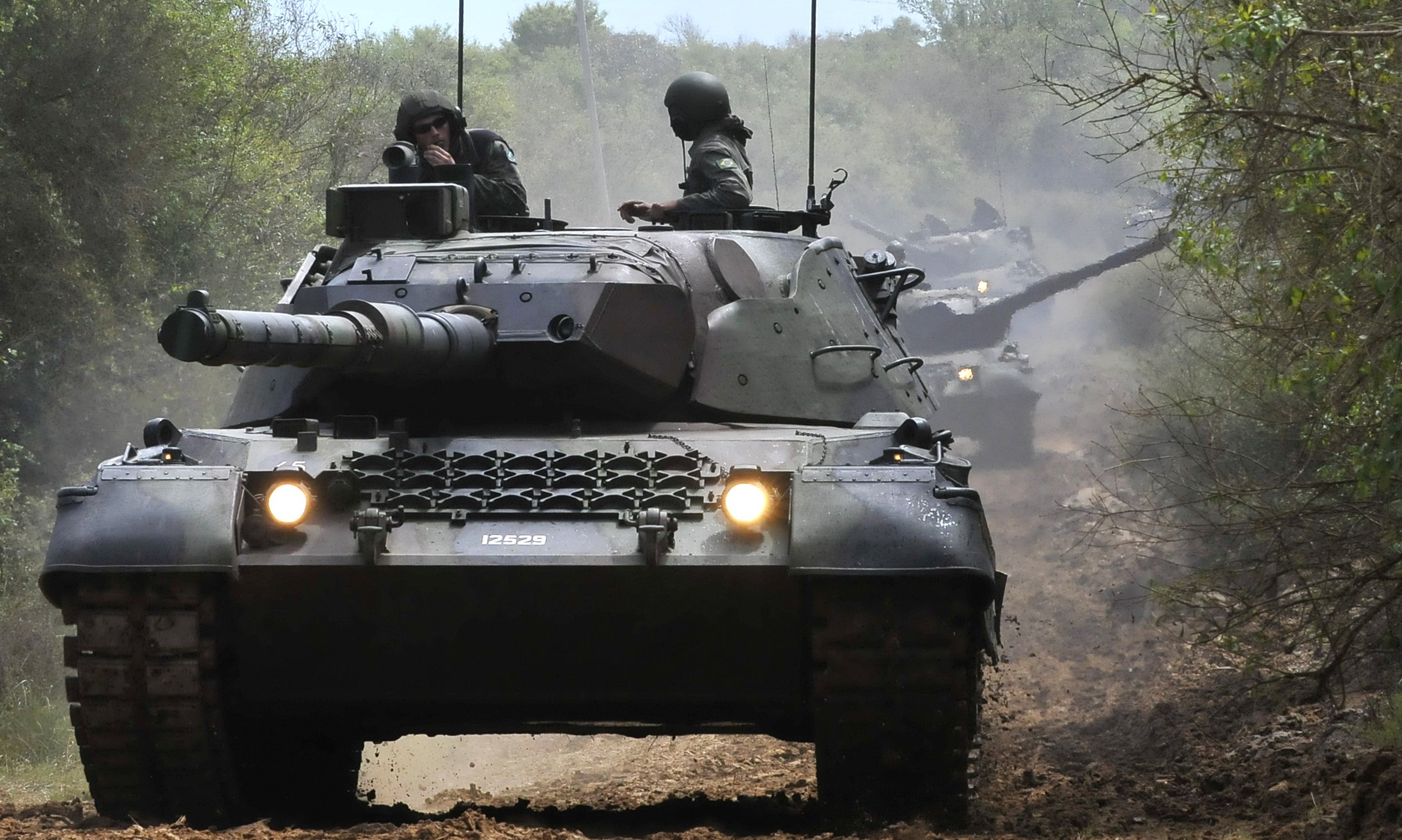
Tanques Leopard 1A5 brasileiros.

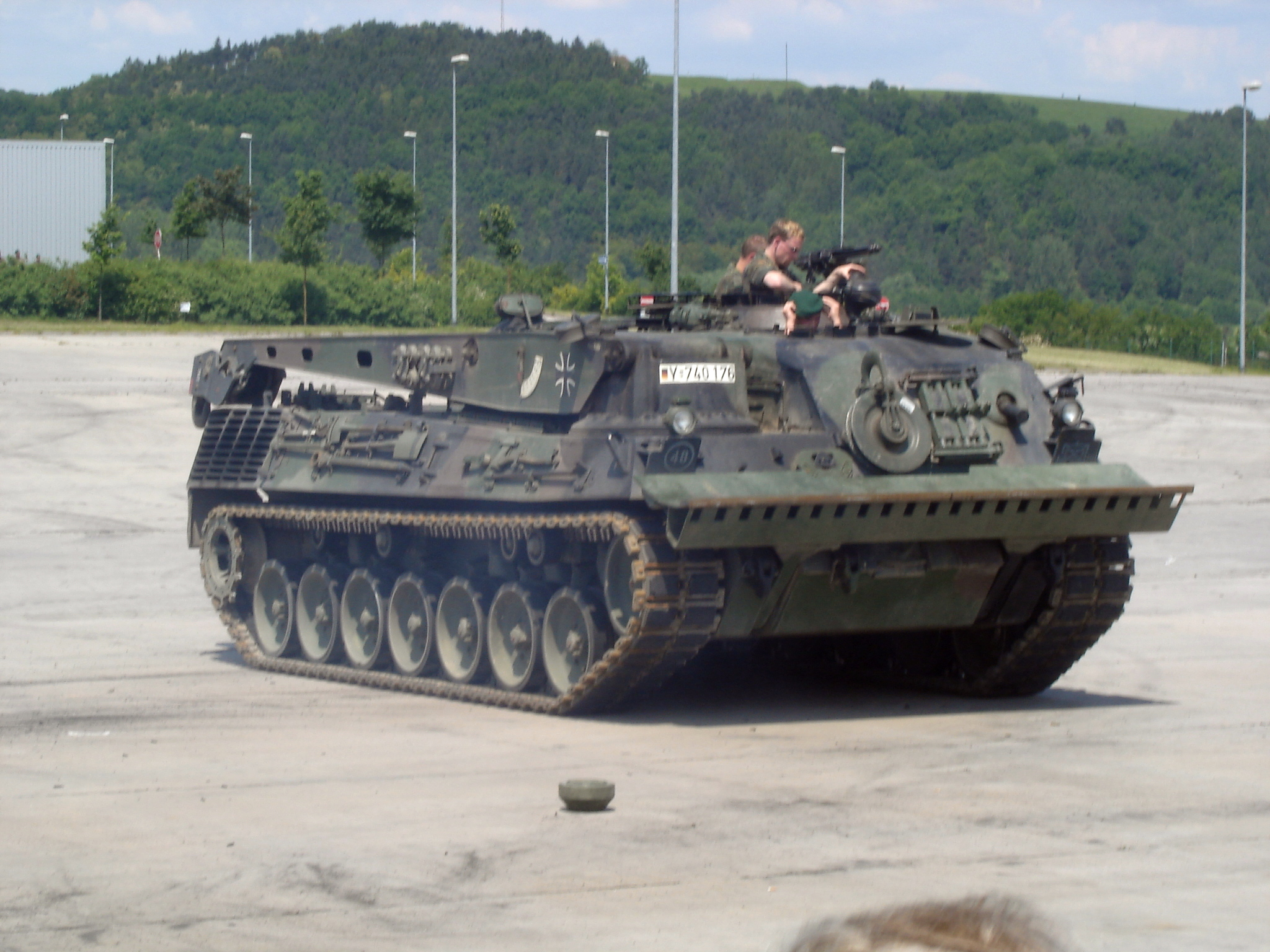
Bergepanzer, Viatura socorro.

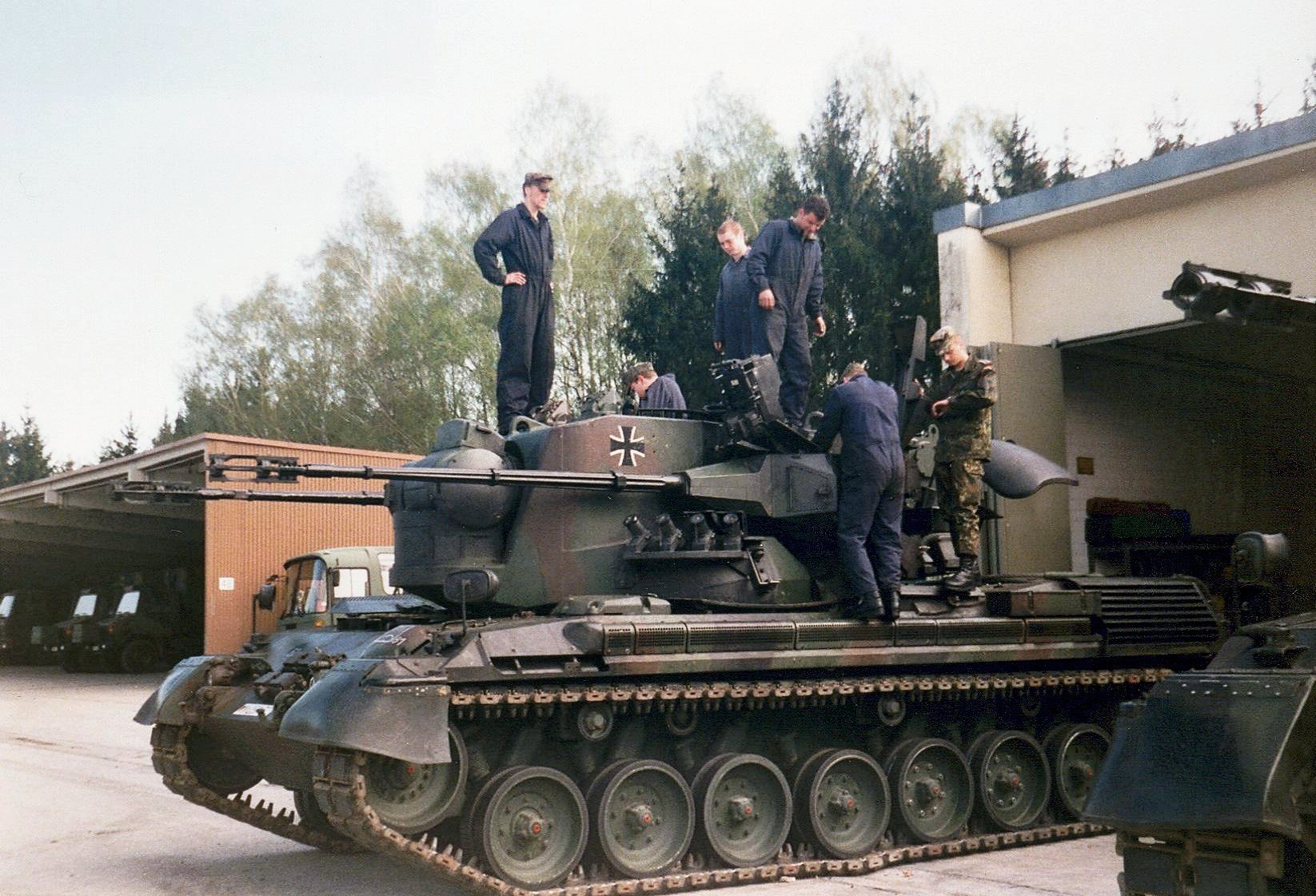
Gepard, Veículo antiaéreo.

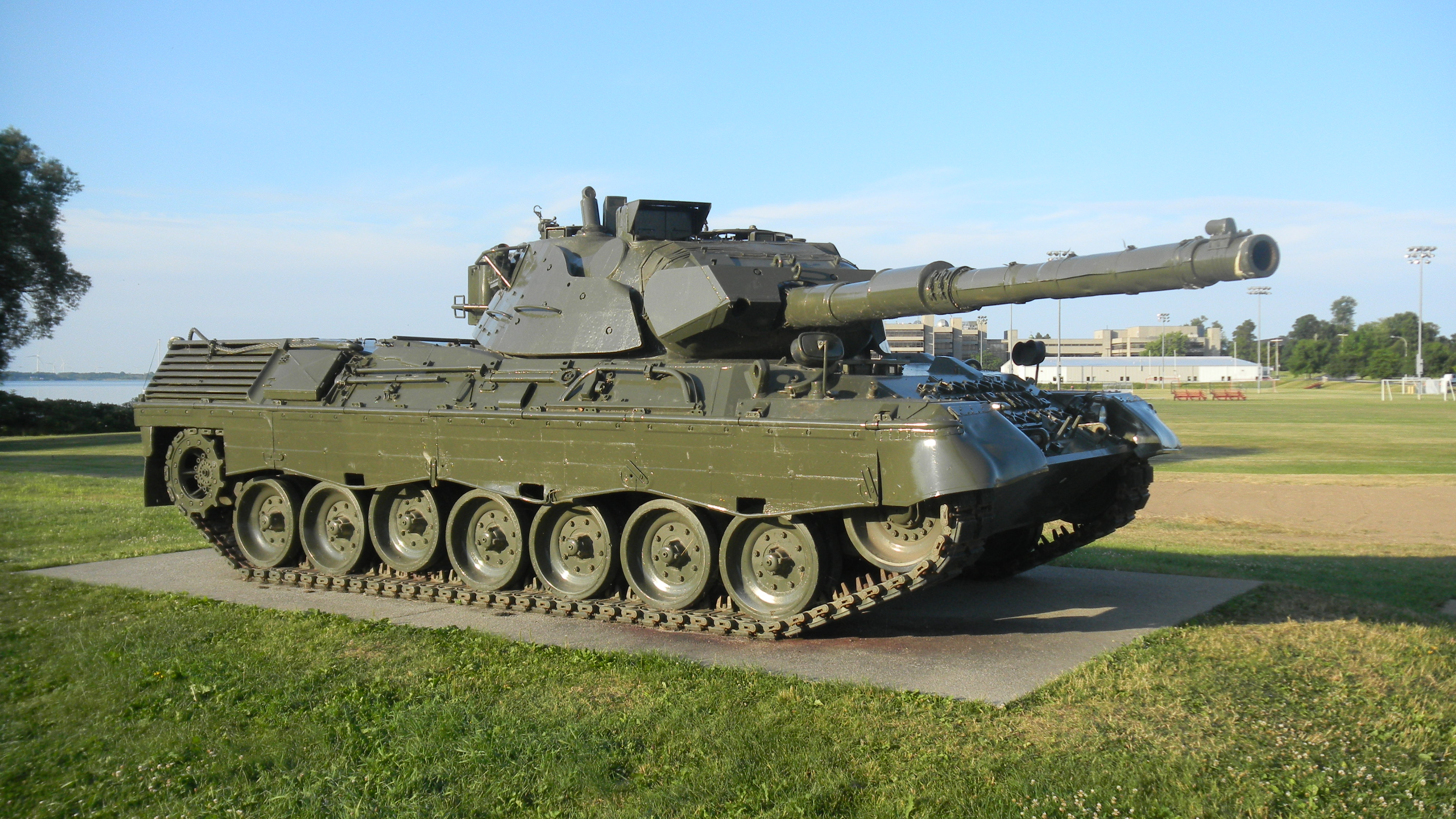
Um antigo Leopard canadense.

Na década de 1960, o Exército Brasileiro adquiriu centenas de unidades do carro de combate M41 Walker Bulldog que se tornaram o principal carro de combate brasileiro. Estes são tanques leves de 23,5 toneladas, pois o sistema rodoviário e ferroviário brasileiro não comporta o translado de veículos maiores.
Como o desenvolvimento de veículos nacionais, o Tamoyo e o EE-T1 Osório, foi paralisado, e o M41 se aproximava do fim de sua vida útil, o Brasil procurou no mercado internacional veículos que pudessem substituí-lo. Entre as opções disponíveis, o Leopard 1 pesa 42,4 toneladas, o M60, por exemplo, aproximadamente 56 toneladas.
O Exército Brasileiro selecionou o Leopard e adquiriu 128 unidades usadas do Leopard 1A1 da Bélgica com treinamento, ferramental e peças. Interferências políticas levaram a aquisição de 91 carros de combate M60 dos EUA. Os 128 Leopards foram recebidos entre 1997 e 2000. Os M60 e os Leopards foram os primeiros MBTs (Main Battle Tank) do Exército, e causaram uma revolução no treinamento das equipagens e na estrutura de transporte, manutenção e suprimento
Além destes veículos, foram adquiridos 1 Leopard Escola, 2 Leopards viatura de socorro e dois Leopard Sabiex Hart.
Um segundo lote foi adquirido em 2006. Estes veículos serão primeiramente manutenidos e entregues prontos para o combate até 2010. O Leopard 1A5 exerceria a função da versão 1A1, como principais carros de combate brasileiros, enquanto os 1A1 e M60 substituirão os M41 remanescentes. Este lote sera composto por 250 Viaturas Blindadas de Combate Carro de Combate (VBC CC), sete Viaturas Blindadas Especializadas (VBE) Socorro, quatro VBE Lançadora de Ponte, quatro VBC Engenharia e quatro VBE Escola para Motorista.

### Modernização
Algum tempo depois da aquisição dos Leopard 1A5, especialistas militares indicaram que os Leopards poderiam ser modernizados no Brasil trazendo algumas melhorias adotadas no EE-T1 Osório, como o seu motor de 1040 hp, a sua torre armada com um canhão 120mm Giat CN120-25 G1, além de melhorias na blindagem.
A partir de setembro de 2022, o exército optou por uma atualização mais conservadora e realista, economizando recursos financeiros para a aquisição do Centauro II. Foram consideradas duas linhas de ação para atualizar apenas 52 viaturas: a primeira abrangia o Sistema de Controle de Tiro, o Sistema de Comando e Controle básico, o equipamento optrônico para o motorista e o sistema de ar condicionado; a segunda, além dos itens citados na Primeira Linha de Ação, incluiria também um sistema laser para detecção de ameaças, sistema de giro da torre e de elevação/deriva do canhão elétrico, um sistema de navegação inercial (INS), um sistema anti-incêndio automático e também um sistema de alimentação auxiliar de energia (Auxiliar Power Unit - APU). O exército estimou gastar US$ 1 642 000 na primeira linha de ação e outros US$ 1 756 000 na segunda. Ou seja, US$ 3 398 000 se adotasse a segunda linha de ação.
Em 14 de setembro de 2023 o exército tornou pública a decisão de postergar por tempo indeterminado o Programa de Modernização da VBC CC Leopard 1A5 BR. Segundo a nota, a modernização foi postergada devido à alta demanda de peças para blindados no mercado internacional em decorrência da Guerra Russo-Ucraniana.

## Operadores

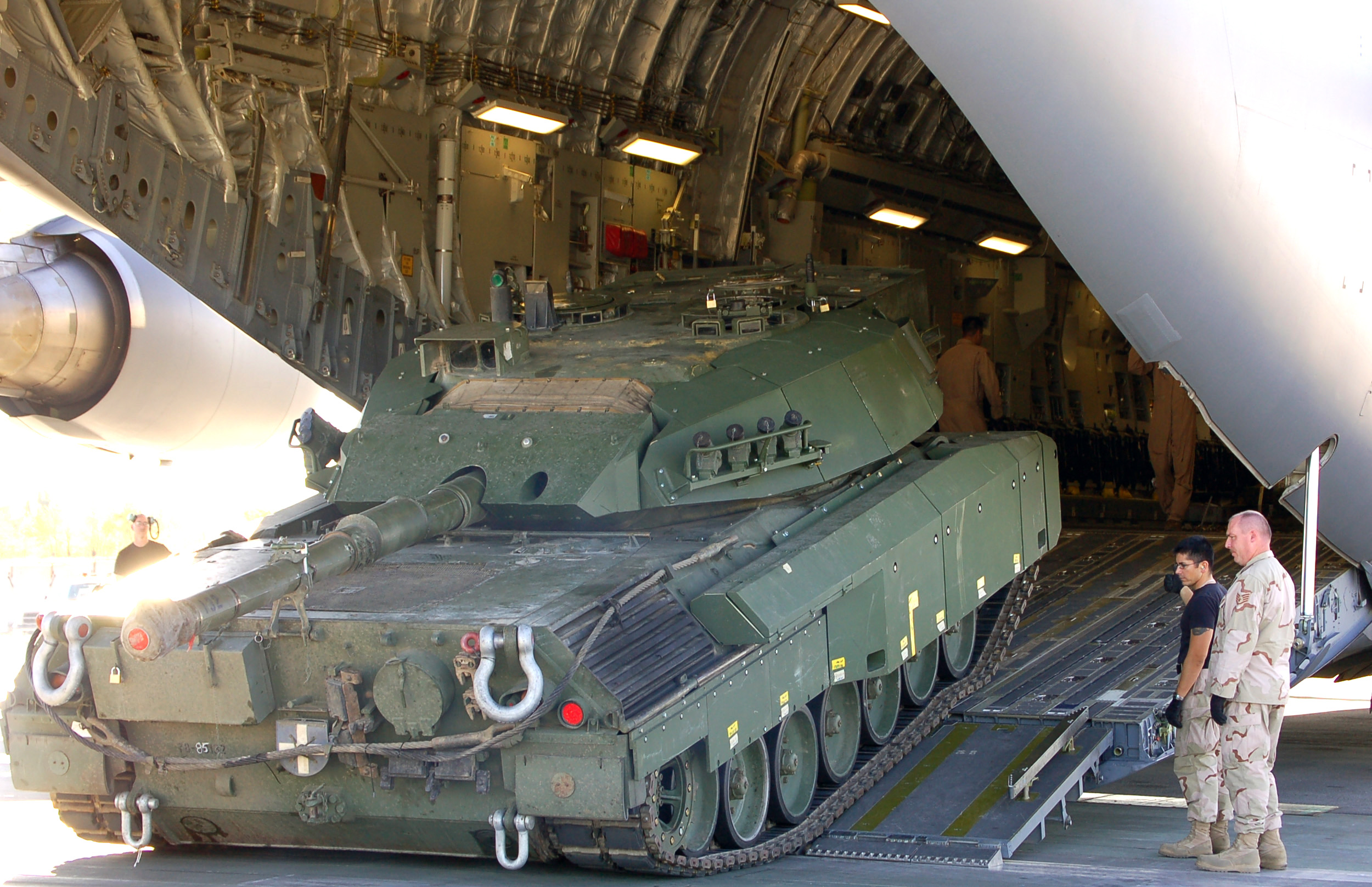
Um Leopard C2 canadense sendo desembarcado por uma aeronave.

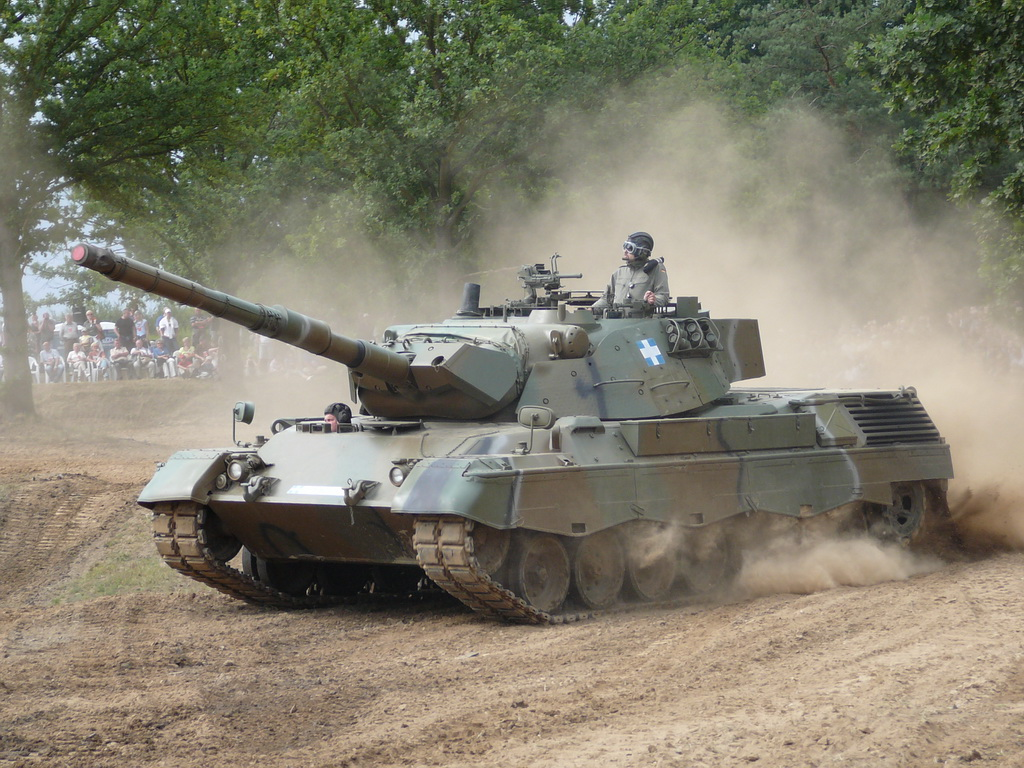
Um aposentado Leopard 1V grego do museu militar Lešany.

Países que operaram ou operam o Leopard 1:
- Alemanha (2 437, aposentados; 83 Pionierpanzer 2 Dachs AEV e 40 Biber AVLB ativos)
- Austrália (90 Leopard 1A3, aposentados)
- Bélgica (334, aposentados)
- Brasil (128 Leopard 1A1BR e 250 1A5BR; destes, cerca de 36 1A1BR e 230 1A5BR permanecem ativos)[12]
- Canadá (114 C2, aposentados)
- Chile (202 Leopard 1V, sendo substituídos pelo Leopard 2)
- Dinamarca (230 Leopard 1A5s, 120 desses 1A5DK; aposentados)
- Equador (30 Leopard 1Vs e 30 Leopard 1A5s)[13]
- Grécia (501 1A5GR e 19 1A4GR, sendo modernizados)
- Itália (920, aposentados)
- Noruega (172, aposentados)
- Países Baixos (468, aposentados)
- Turquia (227 1A3 e 170 1T Volkan ativos)
- Ucrânia (178 1A5)[14][15]